# Constant gewicht code
Een constant-gewicht code in de coderingstheorie is een code die bestaat uit binaire codewoorden van vaste lengte, waarbij elk codewoord een gegeven aantal, het gewicht, enen respectievelijk nullen heeft. Een binair codewoord is een rij bestaande uit 'nullen en enen', waaraan in een codeboek een bepaalde betekenis is toegekend. Bijvoorbeeld de two-out-of-five code is een constant-gewicht code, die bestaat uit alle woorden van lengte vijf met daarin twee enen (en drie nullen). 
Een constant-gewicht code wordt wel gebruikt omdat men eenvoudig kan controleren dat er enkele-bitfouten in het codewoord zijn opgetreden. Namelijk indien een 'nul' in een ‘een’ is veranderd, heeft het ontvangen woord drie enen, en blijkt dus geen valide codewoord te zijn, waarna men een zekere actie kan ondernemen. Constant-gewicht codes worden ook als lijncode gebruikt, omdat deze gunstige spectrale eigenschappen hebben bij gebruik over speciale communicatiekanalen.